# Columbia Fur Company
Columbia Fur Company var ett i Saint Louis baserat amerikanskt pälshandelsföretag vilket verkade 1821-1827.

## Tillkomst
Företaget bildades 1821 när Hudson's Bay Company och North West Company slogs samman och ett stort antal pälshandlare friställdes. Kenneth McKenzie, William Laidlaw och Daniel Lamont bildade då Columbia Fur Company som ett konkurrerande företag. Eftersom alla tre var brittiska undersåtar arrangerade de att verksamheten officiellt bedrevs av William P. Tilton & Co., ett amerikanskt företag baserat i Saint Louis.

## Handelsområde
Den första etableringen var vid Minnesota River där man byggde fyra handelsstationer för att konkurrera med American Fur Company. Flera handelsstationer byggdes även vid Lake Traverse på gränsen till nuvarande South Dakota och vid Green Bay i nuvarande Wisconsin.  Verksamheten utsträcktes dock snart västerut och 1823 byggde man ett handelsfaktori, Fort Tilton, vid mandanernas byar vid Missourifloden. Snart var man ivriga deltagare i handeln med siouxer och cheyenner på norra prärien. För att konkurrera med Pierre Choteau, Jr. och andra pälshandlare från Saint Louis byggde företaget flera handelsstationer vid Missourifloden. Den största av dessa var Fort Tecumseh vid Bad Rivers utlopp i Missouri. Alla kunde försörjas med handelsvaror från kompaniets huvudkontor vid Lake Traverse, beläget på landet mellan Red River, som rann norrut till Hudson Bay, och Minnesota River, som rann sydost till Mississippifloden.

## Avveckling
Företaget köptes 1827 av John Jacob Astor och omorganiserades som Upper Missouri Outfit av American Fur Company med kärnverksamheten förlagd till mandanbyarna på mellersta Missourifloden. Kenneth McKenzie blev avdelningschef och byggde Fort Floyd, snart omdöpt till Fort Union, vid Yellowstoneflodens mynning.